# ミルドレッド・ゲイル
ミルドレッド・ゲイル（Mildred Gale、出生名：Mildred Warner、1671年 - 1701年1月30日）は、初代アメリカ合衆国大統領ジョージ・ワシントンの祖母。

## 生い立ち
のちのバージニア州グロスター郡のWarner Hallでオーガスティン・ワーナー・ジュニア（1610年11月28日 - 1674年12月26日）とミルドレッド・リードの娘として生まれた。父方の祖父母は、トーマス・ワーナーとエリザベス・Sotherton。

## 家族
今日のバージニア州で活躍した名家の生まれである。父方の祖父オーガスティン・ワーナーは治安判事、母方の祖父ジョージ・リードは評議会議員を務めた。父オーガスティン・ワーナー・ジュニアも、議会などで活躍した。
3人姉妹で、姉妹のエリザベス・ワーナーとメアリー・ワーナーは、結婚し、子供がいた。

## 初婚
1685年に、ローレンス・ワシントンと結婚し、ジョン、オーガスティン・ワシントン、ミルドレッド（1698年 - 1747年）の3人の子供がいた。オーガスティンはジョージ・ワシントンの父である。ローレンスは1698年に死亡し、 bequeathing to Mildred and the children shares in his estate, the profits from which were to be spent on their education.

## 再婚
1700年、ジョージ・ゲイルと結婚した。彼はイングランドのホワイトヘブンの人物で、ホワイトヘブンとバージニア植民地の間の貿易の繋がりを築くのに尽力した著名な商人であった。彼女はホワイトヘブンに定住し、妊娠した。しかし熱病にかかり、ゲイルに子供達を託して、1701年1月30日に死亡した。しかし、後にローレンスの従姉妹のジョン・ワシントンがバージニア州裁判所に親権訴訟を起こし、親権は彼に渡った。ローレンスの遺産についての訴訟も起こしたが、こちらは敗訴した。

## 死
ホワイトヘブンの聖ニコラス教会の墓地に埋葬された。墓の正確な所在は、墓地の再配置および1970年の教会の火災後、不明であるが、記念板が教会の庭にある。

## エリザベス2世
ミルドレッドの姉妹メアリーはジョン・スミスと結婚し、その娘のミルドレッドは、ロバート・Porteusと結婚し、1720年にバージニア州からヨークシャーに引っ越した。その別の娘ミルドレッド・Porteusは、コングルトンのロバート・ホジソンと結婚した。ミルドレッド・Porteusはヘンリエッタ・ミルドレッド・ホジソンの祖母で、その娘フランシス・ボーズ＝ライアンはクロード・ボーズ＝ライアンと結婚し、エリザベス2世の祖母となった。　